# Copiapó (Atacama)
Copiapó is een regiohoofdstad en gemeente in de Chileense provincie Copiapó in de regio Atacama. Copiapó telde 153.937 inwoners in 2017 en heeft een oppervlakte van 16.681 km².
Copiapó heeft een treinstation dat echter enkel nog in gebruik is voor goederenvervoer.

## Geografie
De gemeente strekt zich uit van de kust tot de Andes en de grens met Argentinië. Het landschap in het westen bestaat uit woestijn, doorsneden door vruchtbare riviervalleien met wijngaarden en boomgaarden.  
De stad Copiapó ligt op 74 kilometer van de kust op een hoogte van ongeveer 400 meter aan de rivier Río Copiapó. 

## Geschiedenis
De stad dankte in het verleden haar welvaart aan de zilver- en kopermijnen in de omgeving. De mijnbouw kende haar hoogtepunt in de 19e eeuw. In 1851 werd de 81 kilometer lange spoorlijn Copiapó-Caldera ingehuldigd die de mijnen verbond met de zeehaven van Caldera. De stad kreeg een waterleiding en werd aangesloten op gas en elektriciteit. Copiapó werd in 1822, 1851 en 1922 getroffen door aardbevingen.

## Stadsbeeld
Het centrale plein van Copiapó is de Plaza Prat, aangelegd in 1774. In het midden van het plein staat een marmeren fontein, opgedragen aan de mijnwerkers van Copiapó. Een ander opvallend monument is het tien meter hoge, stalen beeldhouwwerk op de Plaza Cacique Colipí, opgedragen aan de 33 geredde mijnwerkers van het mijnongeval in Copiapó (2010).
De San Francisco-kerk is een neogotisch bouwwerk uit 1872, opgetrokken door de franciscanen. Jaarlijks wordt hier op 4 oktober het Festival San Francisco gehouden, waar militairen en troepenschouw houden en de zegen ontvangen. Andere opvallende gebouwen zijn de villa's van de rijke mijneigenaren, zoals de Ville de Viña de Cristo (1860).
Het Museo Mineralogico is verbonden aan de universiteit van Atacama en heeft een erg uitgebreide collectie van mineralen. Het museum werd gesticht in 1860. Een tweede museum is het regionaal museum van Atacama, geopend in 1973, met een archeologische en geschiedkundige collectie.

## Religie
De stad is de zetel van het rooms-katholieke bisdom Copiapó.

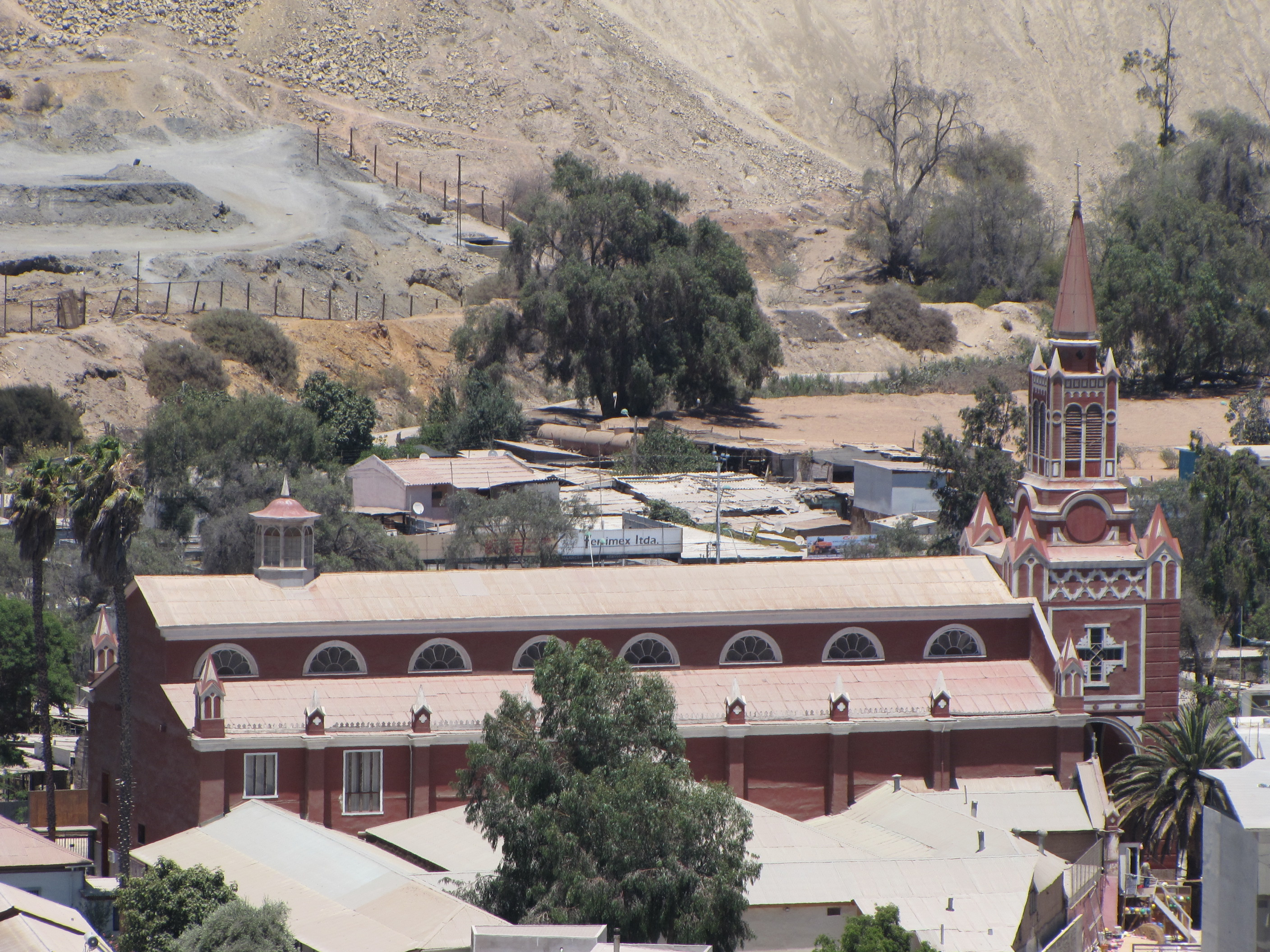
San Francisco-kerk

## Sport
Copiapó is de thuisbasis van voetbalclub Club de Deportes Copiapó, dat uitkomt in de op een na hoogste divisie van het Chileense voetbal, de Segunda División, en zijn thuiswedstrijden speelt in het Estadio Luis Valenzuela Hermosilla. De club werd opgericht op 9 maart 1999, enkele maanden na de opheffing van Regional Atacama, dat eveneens gevestigd was in Copiapó.

## Geboren
- Abraham Oyanedel Urrutia (1874-1954), president van Chili
- Marcelo Vega (1971), voetballer